# 脱獄の報酬
『脱獄の報酬』（L'Année sainte）は、1976年制作のフランス映画。ジャン・ジロー監督。本作がジャン・ギャバンの遺作となった。
日本では劇場未公開だが、テレビ放送やビデオ発売が行われている。

## ストーリー
刑務所に収監されている年老いたギャングのランベールが、相棒のビゼーと共に脱獄した。目的はランベールが現役時代にローマ郊外の小さな教会のそばに埋めた金塊を掘り起こす事だった。聖職者になりすましてローマ行の飛行機に難なく乗り込んだ二人だったが、その飛行機がハイジャック犯に乗っ取られてしまう。

## キャスト
| 役名             | 俳優                       | 日本語吹替 |
| 役名             | 俳優                       | テレビ朝日版 |
| ---------------- | -------------------------- | --- |
| ランベール       | ジャン・ギャバン           | 森山周一郎 |
| ビゼー           | ジャン＝クロード・ブリアリ | 羽佐間道夫 |
| クリスティーナ   | ダニエル・ダリュー         | 来宮良子 |
| バルビエ         | アンリ・ヴァルロジュー     | 家弓家正 |
| ルグレック       | ドミニク・ブリアン         | 安田隆 |
| ジョゼッペ       | パオロ・ジュスティ         | 徳丸完 |
| カルラ           | ニコレッタ・マキャヴェリ   | 高島雅羅 |
| 不明 その他      | N/A                        | 石丸博也 上田敏也 増岡弘 大木民夫 村松康雄 芝田清子 北村弘一 糸博 池田勝 藤城裕士 浅井淑子 幹本雄之 向殿あさみ 芝夏美 |
| 日本語版スタッフ |                            | |
| 演出             | 演出                       | 山田悦司 |
| 翻訳             | 翻訳                       | 入江敦子 |
| 効果             | 効果                       | 東上別符精 PAG |
| 調整             | 調整                       | 山田太平 |
| 制作             | 制作                       | ニュージャパンフィルム                                                                                                |
| 解説             | 解説                       | 淀川長治 |
| 初回放送         | 初回放送                   | 1981年9月6日 『日曜洋画劇場』                                                                                         |